# Akademgorodok
Akademgorodok (russisch Академгородок – „Akademisches Städtchen“) ist ein 1957 errichteter Stadtteil von Nowosibirsk in Sibirien (Russland). Die Wissenschaftlerstadt liegt etwa 20 km südlich vom Zentrum Nowosibirsks inmitten von Birken- und Kiefernwäldern am Ufer des Ob-Stausees. Akademgorodok gilt als das wissenschaftliche Zentrum Sibiriens und ist der Sitz der Sibirischen Abteilung der Russischen Akademie der Wissenschaften.

## Geschichte

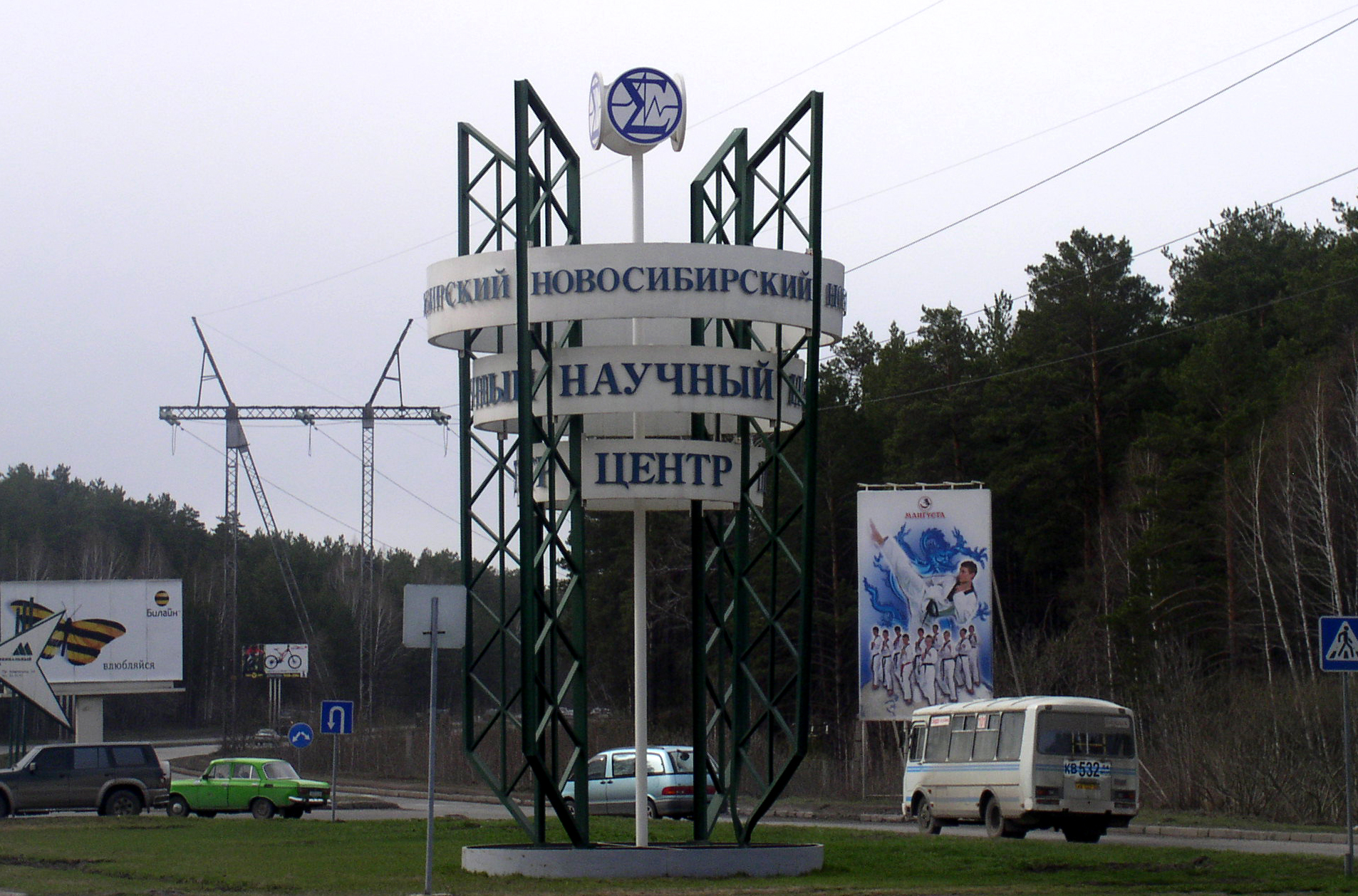
Der Ortseingang von Akademgorodok

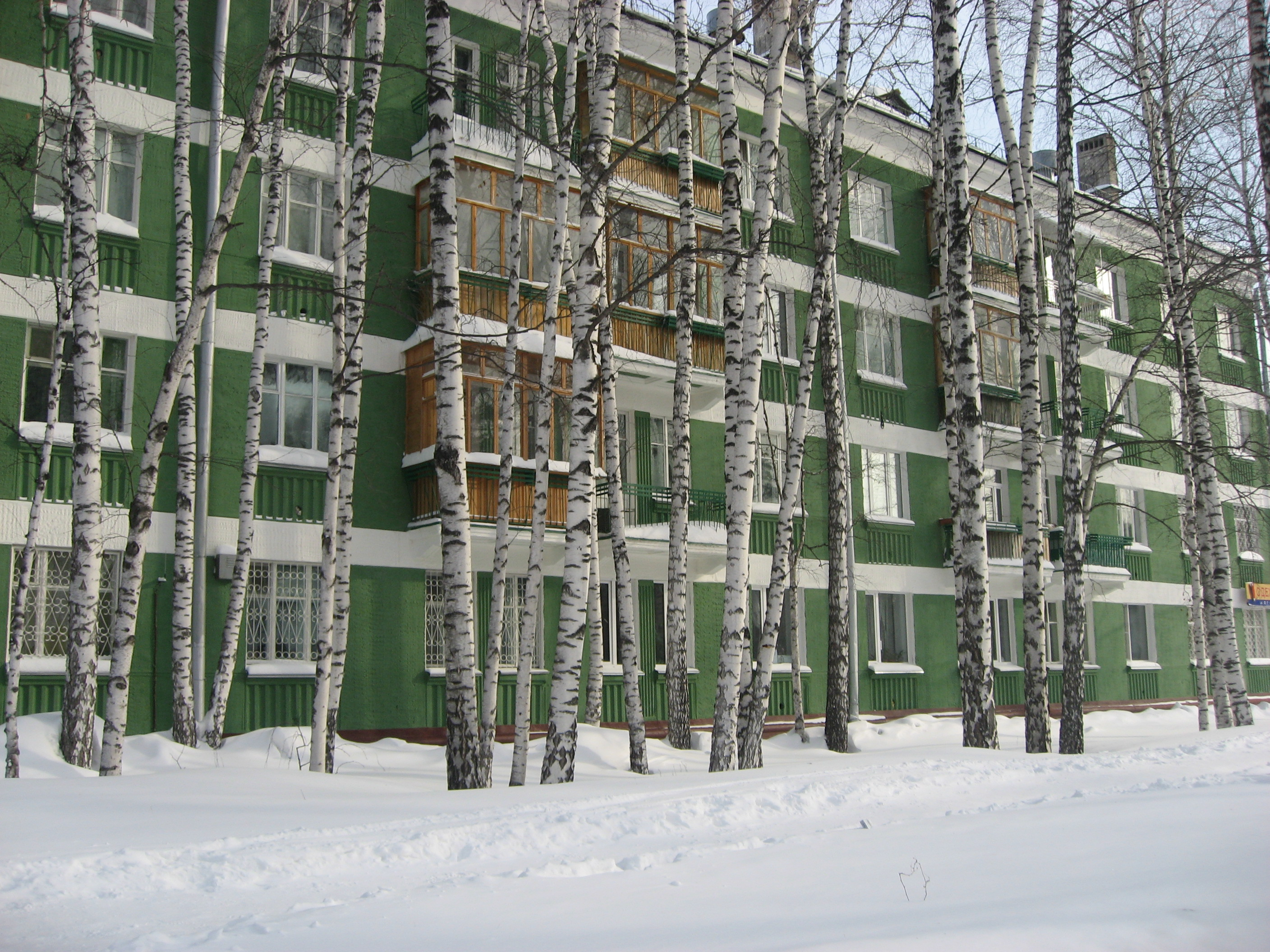
Ein Wohnhaus in Akademgorodok

Eine wichtige Rolle in der Gründung des Stadtteils spielte der russische Physiker und Mathematiker Michail Alexejewitsch Lawrentjew (Михаил Алексеевич Лаврентьев, 1900–1980), erster Vorsitzender der Sibirischen Abteilung der Sowjetischen Akademie der Wissenschaften. Nach der Gründung entstanden innerhalb kürzester Zeit zahlreiche Forschungseinrichtungen und die Nowosibirsker Staatsuniversität.
Zur Spitzenzeit sowjetischer Forschung war der Nowosibirsker Stadtteil Heimat von 65.000 Wissenschaftlern und ihrer Familien und war eine privilegierte Zone der akademischen Elite. Insgesamt wohnten hier etwa 200.000 Menschen. Der von Alexei Nedoria und Swetlana Tichonowa entworfene Computer Kronos 2.6 wurde hier als einziges sowjetisches Modell in großer Serie hergestellt.
Nach dem Zerfall der Sowjetunion begann auch ein Niedergang von Akademgorodok, da viele Wissenschaftler die Institute Richtung Westeuropa oder USA verließen. Bis 1999 schrumpfte die Einwohnerzahl auf ca. 50.000. Die Stadt genießt bis heute einen guten Ruf in Bereichen wie der Kernphysik und der Mikrobiologie. Zudem haben sich im Umfeld der Universität im Laufe der 1990er Jahre eine große Zahl von Softwarefirmen angesiedelt, die auf viele gut ausgebildete Mathematiker und Informatiker zurückgreifen können. So wurde, wohl vor allem im Westen und im Zuge der New Economy Euphorie, der Begriff Silicon Taiga, in Anlehnung an Silicon Valley, geprägt.
Für die Einwohner von Nowosibirsk ist Akademgorodok weiterhin eine attraktive Wohngegend.

## Lage

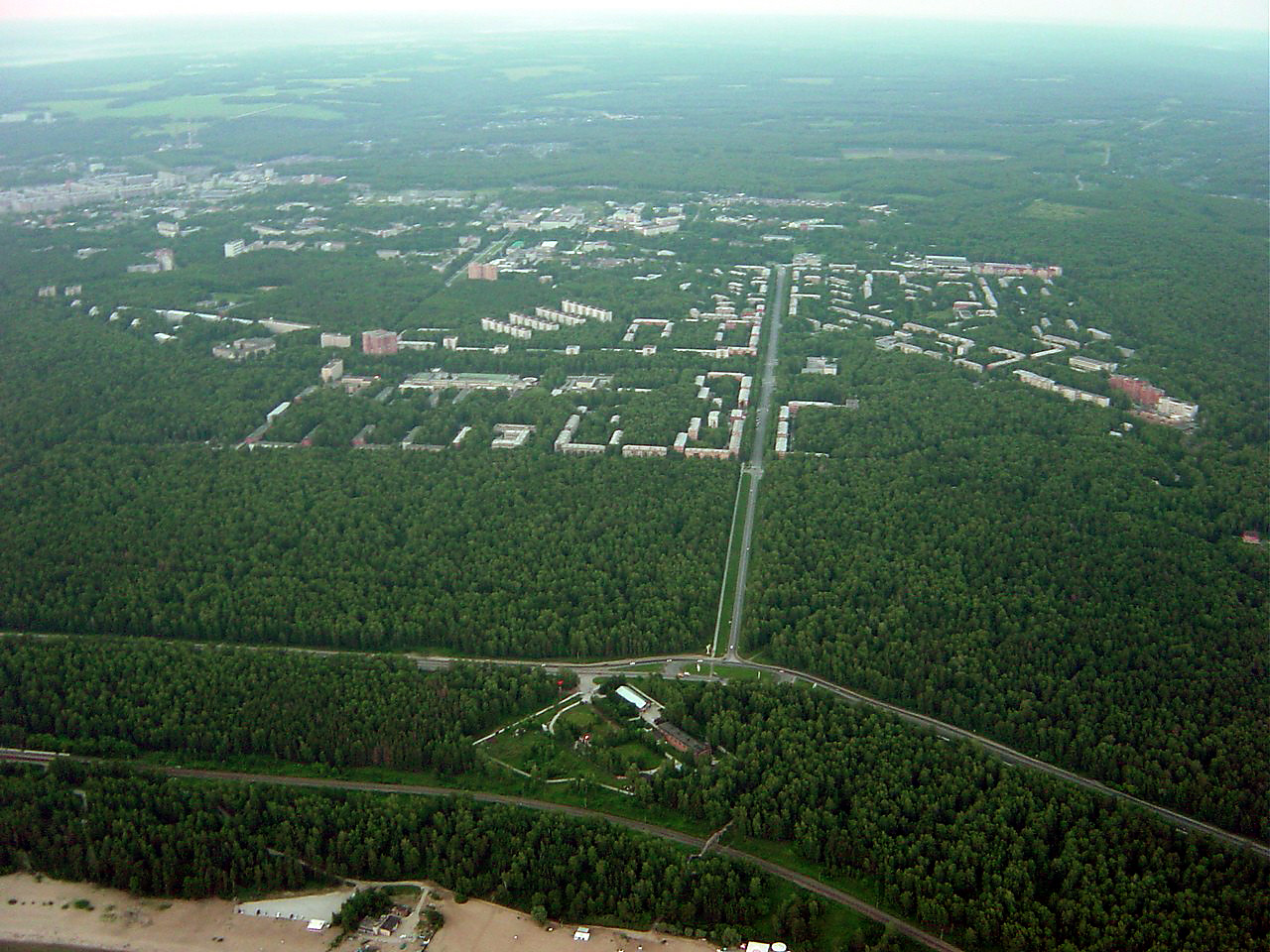
Akademgorodok aus der Vogelperspektive

Umgeben von Wäldern und nicht weit vom Stausee, mit gleichzeitig guter Anbindung an die Innenstadt, besteht Akademgorodok aus vier Stadtteilen: Микрорайон д, щ, Верхная Зона, Шлюз (Mikrorajon д (De), щ (Schtscha), Obere Zone, Schleuse).
Die Mikrorajone д und щ sind hauptsächlich reine Wohnstadtteile, in denen sich die Firmen nur mäßig angesiedelt haben. Eine Militärakademie ist die einzige Hochschuleinrichtung im Stadtteil Щ. In der oberen Zone dagegen befinden sich sowohl Wohnflächen als auch Fakultäten und Firmensitze. Der Stadtteil Schleuse ist, wie der Name es schon verrät, an der Schleuse gelegen, welche den Schiffsverkehr zwischen dem Ob-Stausee und dem Fluss Ob regelt. Dieses ist ein reines Wohnviertel.
Akademgorodok gehört zum Sowjetski-Rajon der Stadt Nowosibirsk. Diesem Stadtbezirk sind auch noch andere Viertel im Süden Nowosibirsks zugeordnet.

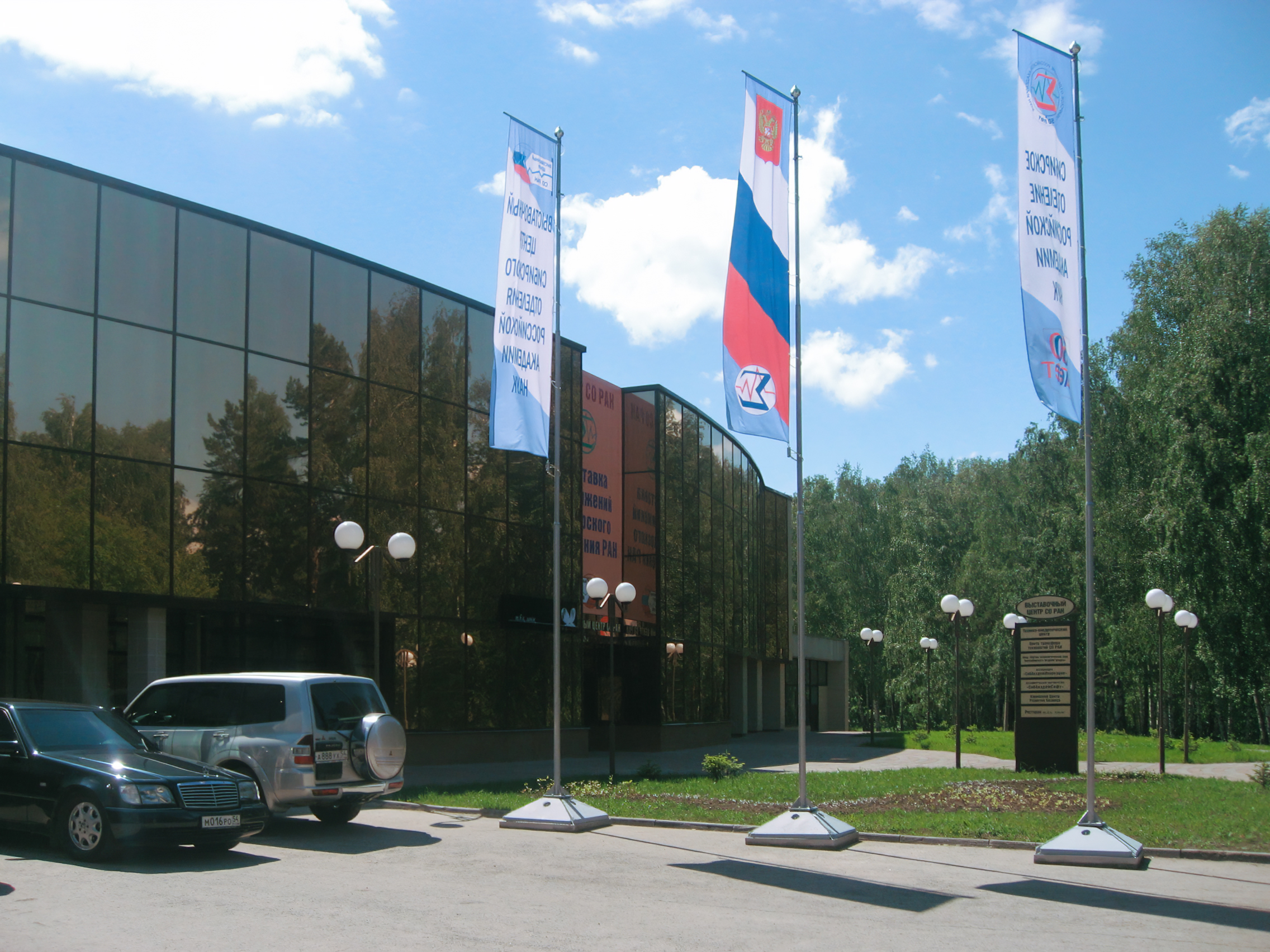
Das neue Ausstellungszentrum von Akademgorodok

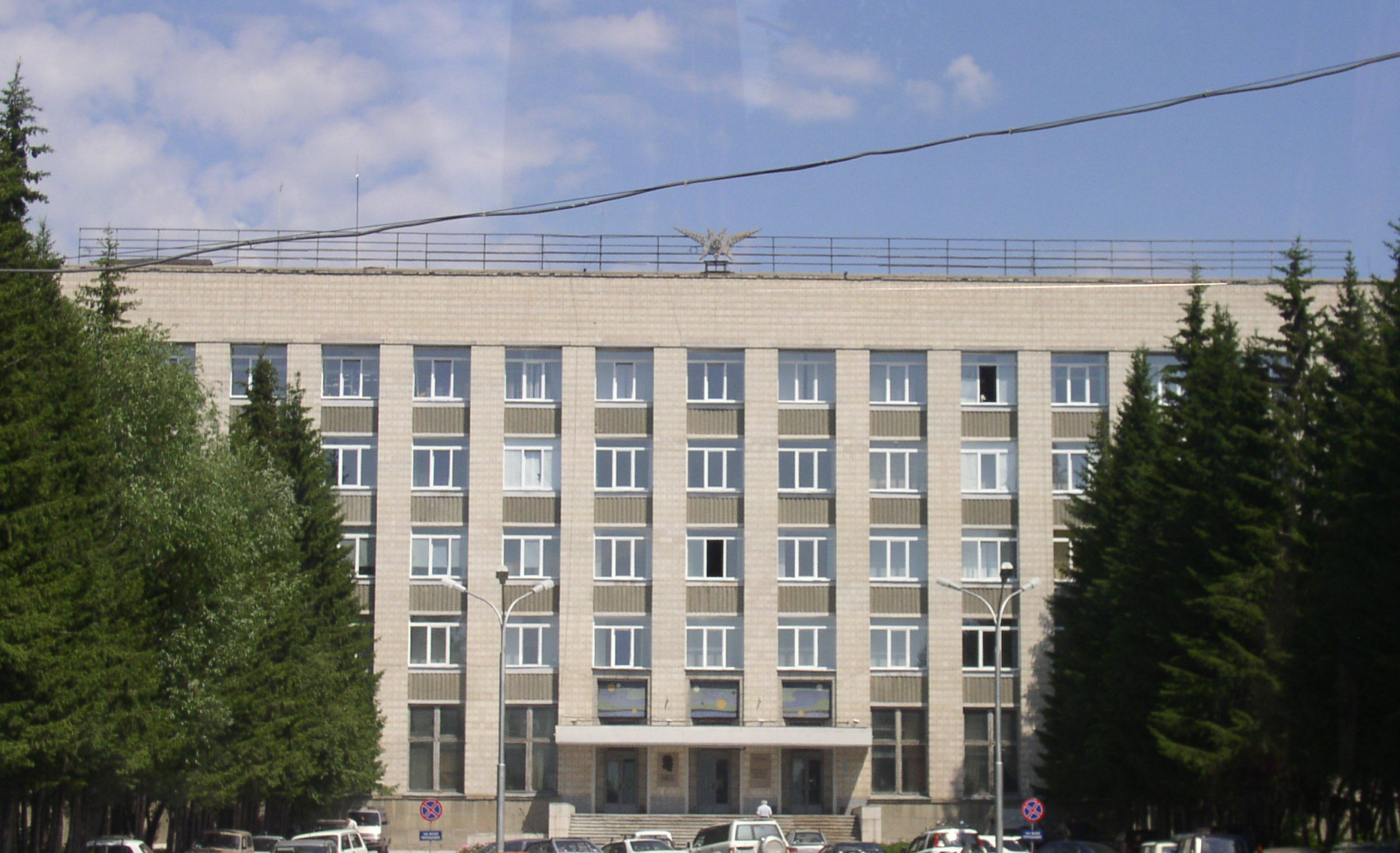
Budker-Institut für Kernphysik

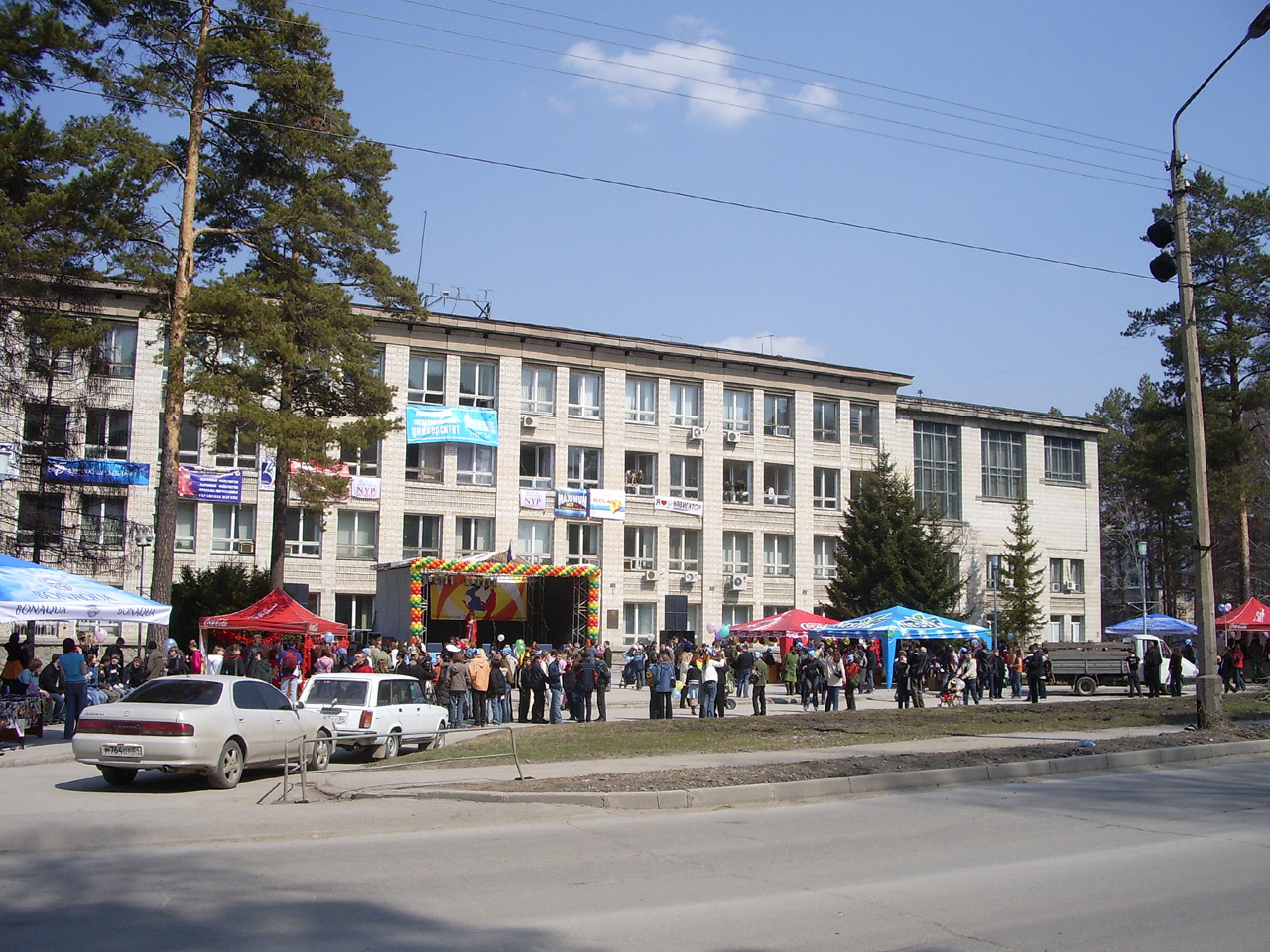
Staatliche Nowosibirsker Universität

## Institute
Zum Nowosibirsker Wissenschaftszentrum der Sibirischen Abteilung der Russischen Akademie der Wissenschaften in Akademgorodok gehören mehr als 40 wissenschaftliche Institute und Laboratorien. Zu den bekanntesten und traditionsreichen Instituten zählen vor allem:
- Das Budker-Institut für Kernphysik
- Das Boreskow-Institut für Katalyse
- Das Institut für Halbleiterphysik
- Das Sobolew-Institut für Mathematik
- Das Vereinigte Institut für Informatik, inkl. Rechenzentrum
- Das Vereinigte Institut für Geologie, Geophysik und Mineralogie
- Das Institut für Biochemie

Das größte Institut mit etwa 2000 Mitarbeitern ist das Budker-Institut für Kernphysik, benannt nach Gersch Izkowitsch Budker. Es veranstaltet auch heute noch hochrangige internationale Konferenzen.
Im neuen Ausstellungszentrum, das anlässlich des 50. Jubiläums im Jahre 2007 deutlich erweitert wurde, gibt es eine ständige Ausstellung zu den wissenschaftlichen Leistungen und Technologien aus allen Instituten.
In Akademgorodok ist auch die Staatliche Universität Nowosibirsk angesiedelt, die größte Universität Sibiriens. Ebenso befindet sich hier die Medizinische Akademie der Wissenschaften.
Seit 2007 erfolgt der Aufbau eines Technologieparks für innovative Firmen, insbesondere spin-off-Unternehmen aus den Akademie-Instituten und aus der Universität.
Im Ort befindet sich das Sonnenmuseum.